# Handschriftenportal
Das Handschriftenportal (kurz HSP) ist das zentrale Informationsangebot zu europäischen Buchhandschriften in deutschen Sammlungen. Es ermöglicht eine Übersicht über die Handschriftenbestände in Deutschland und bietet für die einzelnen Handschriften Zugang zu inhaltlichen Informationen (Handschriftenbeschreibungen, Bibliotheksdaten, künftig auch Annotationen durch Nutzende) und Digitalisaten. Das HSP richtet sich einerseits an Forschende, Lehrende und Studierende, andererseits an Institutionen mit Handschriftenbesitz und ermöglicht darüber hinaus einer interessierten Öffentlichkeit digitalen Zugang zu den historischen Materialien.

## Aufbau und Funktionalitäten
Das Handschriftenportal (HSP) ist Teil einer Infrastruktur an Informationsangeboten zu handschriftlichen Kulturzeugnissen in Deutschland, die sich maßgeblich der Förderung durch die Deutsche Forschungsgemeinschaft (DFG) verdankt. Es ist dabei das zentrale System für Buchhandschriften europäischer Entstehungsherkunft und ersetzt den früheren Zentralkatalog für (primär mittelalterliche) Handschriften Manuscripta Mediaevalia.
Im HSP sind Handschriften aus wissenschaftlichen und öffentlichen Bibliotheken sowie aus Archiven und Museen zu finden. Die einzelnen Handschriften sind unter ihrer Signatur verzeichnet und nach Ort und besitzender Einrichtung geordnet. Zu jedem Handschrifteneintrag werden die jeweils verfügbaren Erschließungsinformationen und Digitalisate angeboten. Diese Bereitstellung in einem zentralen Webportal erleichtert die Recherche und verbessert gleichzeitig die Sichtbarkeit der jeweiligen Handschriftenbestände. Künftig wird es auch Nutzenden möglich sein, selbständig Informationen zu Handschriften über das HSP zu veröffentlichen.
Kern des HSP ist ein neues Datenmodell, in dessen Zentrum das sogenannte „Kulturobjekt“ steht. Für jedes Kulturobjekt, also jeden physischen Informationsträger (in der Regel also die Handschrift), wird im Portal ein Kulturobjektdokument (KOD) mit einem dazugehörigen Identifier angelegt. Dieses KOD dient als zentraler Knotenpunkt für alle zum Objekt verfügbaren Informationen (z. B. Digitalisate, Beschreibungen, Metadaten sowie künftig auch Annotationen). Diese Informationen sind über die „Handschriftenübersichtsseiten“ im Webportal sichtbar. Wichtige Inhalte wie Angaben zu Personen, Orten, Sprachen oder Institutionen sind dabei mit Normdaten versehen, die eine eigene Meta-Schicht im System bilden und mit der Gemeinsamen Normdatei (GND) verknüpft sind.

Mirador Bildviewer im Handschriftenportal

Mit IIIF und TEI-XML setzt das HSP auf die Verwendung international etablierter Standards der Bild- und Textverarbeitung. Der integrierte „Arbeitsplatz“ basiert auf dem Mirador Bildviewer und ermöglicht es, neben IIIF-fähigen Digitalisaten auch textbasierte Inhalte wie Handschriftenbeschreibungen in einer einheitlichen Präsentationsumgebung zu nutzen. Für die Direkteingabe von wissenschaftlichen Handschriftenbeschreibungen stellt das HSP einen materialspezifischen Editor zur Verfügung, der 2025 einsatzbereit sein wird. 

## Datenbestand
Das HSP bietet aktuell Informationen zu knapp 156.000 Handschriften, Zugang zu 83.000 Beschreibungen und 34.000 Digitalisaten, von denen etwa 25.000 IIIF-fähig sind (Stand: August 2025). Der Datenbestand aus Manuscripta Mediaevalia wurde bis auf wenige Ausnahmen übernommen und zusätzlich um neue Daten ergänzt. Laufende Erschließungs- und Digitalisierungsprojekte erweitern das Datenangebot kontinuierlich.

## Entwicklung
Mit Förderung der DFG wird das HSP seit Oktober 2018 von vier deutschen Bibliotheken mit bedeutenden Handschriftensammlungen und technischer Expertise entwickelt: der Staatsbibliothek zu Berlin – Preußischer Kulturbesitz, der Bayerischen Staatsbibliothek, der Universitätsbibliothek Leipzig und der Herzog August Bibliothek. Das Institut für Bibliotheks- und Informationswissenschaft der Humboldt-Universität zu Berlin ist Kooperationspartner des Projekts und begleitet die Verbesserung von Usability und User Experience.
Die Entwicklung erfolgt nach Open-Source-Prinzipien und nutzt bestehende, frei verfügbare Software. Eigene Entwicklungen werden ebenfalls auf GitHub zur Nachnutzung bereitgestellt. Die Softwarearchitektur des HSP basiert auf der Grundlage von Microservices, die durch ihre modulare Struktur eine leichte Wart- und Skalierbarkeit des Systems ermöglichen. Aktuell wird das HSP weiterhin kontinuierlich um neue Funktionalitäten erweitert, die durch Release Notes dokumentiert werden.